# Gumpersdorf (Untersteinach)
Gumpersdorf ist ein Gemeindeteil der Gemeinde Untersteinach im Landkreis Kulmbach (Oberfranken, Bayern). Gumpersdorf liegt in der Gemarkung Untersteinach.

## Geografie
Das Dorf liegt im Tal des Kesselbachs, eines rechten Zuflusses des Weißen Mains. Gemeindeverbindungsstraßen führen nach Kauernburg (3 km südlich), an Ramscheid vorbei nach Baumgarten (1,5 km nordwestlich), nach Stadtsteinach (2,4 km nordöstlich) und nach Untersteinach (3,1 km östlich). Ein Wirtschaftsweg führt nach Oberndorf (1,1 km südwestlich).

## Geschichte
Der Ort wurde wahrscheinlich schon während der Fränkischen Landnahme (5. bis 8. Jahrhundert) gegründet. Das Bestimmungswort des Ortsnamens der Personenname Gumpert. Ein fränkische Dienstmann dieses Namens erhielt von den Grafen von Henneberg einen Teil des Herrschaftsgebiet Steinaha.
Gegen Ende des 18. Jahrhunderts bestand Gumpersdorf aus 11 Anwesen. Das Hochgericht sowie die Dorf- und Gemeindeherrschaft übte das brandenburg-bayreuthische Stadtvogteiamt Kulmbach aus. Grundherren waren
- das Kastenamt Kulmbach mittelbar für das Bayreuthische Kanzleilehen (1 Halbhof, 1 Gütlein), das Gotteshaus St. Peter, Kulmbach (1 Gut),
- das Klosteramt Kulmbach unmittelbar für 1 Hof, mittelbar für das Bürgerhospital Kulmbach (1 Gut),
- die Verwaltung Burghaig (1 Gut, 3 Gütlein),
- das Ritterkanton Gebürg mittelbar für das Rittergut Steinenhausen (1 Hof),
- die Vogtländische Ritterschaft mittelbar für das Rittergut Fischbach (1 Halbhof).[6]

Von 1797 bis 1810 unterstand Gumpersdorf dem Justiz- und Kammeramt Kulmbach Mit dem Gemeindeedikt wurde der Ort dem 1811 gebildeten Steuerdistrikt Untersteinach und der im gleichen Jahr gebildeten Ruralgemeinde Untersteinach zugewiesen. Zwei Anwesen unterstanden in der freiwilligen Gerichtsbarkeit bis 1848 dem Patrimonialgericht Steinenhausen.

### Baudenkmäler
- Haus Nr. 9, 10, 12 14 und 22

### Einwohnerentwicklung
| Jahr      | 001809 | 001818 | 001819 | 001861 | 001871 | 001885 | 001900 | 001925 | 001950 | 001961 | 001970 | 001987 |
| Einwohner | 142    |        | 105    | 95     | 106    | 113    | 99     | 94     | 116    | 71     | 75     | 63     |
| Häuser    |        | 14     |        |        |        | 15     | 15     | 14     | 14     | 14     |        | 20     |
| Quelle    | [ 10 ] | [ 7 ]  | [ 11 ] | [ 12 ] | [ 13 ] | [ 14 ] | [ 15 ] | [ 16 ] | [ 17 ] | [ 18 ] | [ 19 ] | [ 1 ]  |

## Religion
Gumpersdorf ist seit der Reformation evangelisch-lutherisch geprägt und nach St. Oswald (Untersteinach) gepfarrt.